# 第28回主要国首脳会議
第28回主要国首脳会議（だい28かいしゅようこくしゅのうかいぎ）は、2002年6月26日から27日までカナダのアルバータ州カナナスキスで開催された主要国首脳会議。通称カナナスキス・サミット。 

## 成果
2002年の会議には3億ドルの費用がかかり、カナナスキス経済に利益をもたらす可能性があると言われている。
アフリカ開発のための新パートナーシップ（NEPAD）への対応と支援として、カナナスキス・サミットは、平和と安全の促進に関する公約を含むアフリカ行動計画を作成した。内容には、制度とガバナンスの強化、貿易、経済成長、持続可能な開発を促進し、債務救済の実施知識の拡大、健康を改善し、HIV/AIDSに立ち向かい、農業生産性の向上、水資源管理の改善がある。
カナダのジャン・クレティエン首相は、当時の48の後発開発途上国(LDCs) が「トレード・ノー・エイド」から利益を得ることができるように、市場アクセス・イニシアチブを提案し、実施した。これは、1999年に開始されたLDCsのWTO特別コーディネーターであるチエドゥ・オサクウェ博士が率いるWTO事務局の技術協力部門による複数年にわたる案の一部であった。同時に、繊維と衣料に関するWTO協定(ATC)により、2005年にマルチファイバー協定(MFA)に基づくアパレルの割り当てが段階的に廃止された。その後、発展途上国の割り当ては2005年1月1日に削除され、関税の引き下げは2010年まで続くことになった。
その他、大量破壊兵器および物質の拡散に反対するG8グローバル・パートナーシップがサミットで採択されました。加盟国は、旧ソ連の一部の大量破壊兵器の安全確保に向けて200億米ドルを拠出している。
サミットの最後の共同声明で、予想外の内容の1つは、ロシアがG8の正式メンバーになるという発表であった。これは、2006年に始まる最初のG8サミットの開催を許可することによって達成された。これにより、G8議長国のローテーションが変更され、ロシアはイギリスとドイツの間に置かれた。

## 出席者
これらの参加者は、第28回サミットの国際フォーラムの「主要メンバー」であった。
| G8主要メンバー 開催国とその首脳は太字で示されている。 |              |                              |          |
| 国                                                    | 国           | 首脳                         |          |
| カナダの旗                                            | カナダ       | ジャン・クレティアン         | 首相     |
| フランスの旗                                          | フランス     | ジャック・シラク             | 大統領   |
| ドイツの旗                                            | ドイツ       | ゲルハルト・シュレーダー     | 首相     |
| イタリアの旗                                          | イタリア     | シルヴィオ・ベルルスコーニ   | 首相     |
| 日本の旗                                              | 日本         | 小泉純一郎                   | 首相     |
| ロシアの旗                                            | ロシア       | ウラジーミル・プーチン       | 大統領   |
| イギリスの旗                                          | イギリス     | トニー・ブレア               | 首相     |
| アメリカ合衆国の旗                                    | アメリカ     | ジョージ・W・ブッシュ        | 大統領   |
| 欧州連合の旗                                          | 欧州連合     | ロマーノ・プロディ           | 委員長   |
| 欧州連合の旗                                          | 欧州連合     | ホセ・マリア・アスナル       | 理事長   |
| 招待者（国）                                          |              |                              |          |
| 国                                                    | 国           | 首脳                         |          |
| アルジェリアの旗                                      | アルジェリア | アブデルアジズ・ブーテフリカ | 大統領   |
| ナイジェリアの旗                                      | ナイジェリア | オルセグン・オバサンジョ     | 大統領   |
| セネガルの旗                                          | セネガル     | アブドゥライ・ウェイド       | 大統領   |
| 南アフリカ共和国の旗                                  | 南アフリカ   | タボ・ムベキ                 | 大統領   |
| 招待者（国際機関）                                    |              |                              |          |
| 機関                                                  | 機関         | 招待者                       |          |
| 国際連合の旗                                          | 国連         | コフィ・アナン               | 事務総長 |

## 市民の対応と当局の対応
前回のサミットである第27回主要国首脳会議は、イタリアのジェノヴァで開催され、大規模な反グローバリゼーションの抗議活動が行われ、抗議者と警察の間で時折衝突が発生した。ジェノヴァとは対照的に、今回のサミットの間、周辺の地域のほとんどは一般公開されておらず、抗議者は主にカルガリーで遠ざけられていた。抗議は平和的で、 Raging Granniesを含むグループが参加した。
カナナスキスが選ばれた理由は、その孤立した場所にあった。セキュリティは、CF-188ジェット戦闘機、空対空給油機、空をノンストップでパトロールするヘリコプターによって強化された。主要な大通りはすべて閉鎖され、近くのカルガリーの店の多くは板で覆われ、警察は抗議者の数を6対1で上回ったと伝えられている。これは、カナダ史上最大の平時の治安作戦であった。
サミットではセキュリティが非常に厳しく、納税者に2億ドルを超える費用がかかった。何千人もの抗議者が集まり、5,000人から 7,000人の警察官と軍人によって警備が行われた。これは、2001年9月11日の同時多発テロ後に開催された最初のG8サミットであった。

## ビジネスチャンス
一部の人にとって、G8サミットは利益を生み出すイベントになった。例には、1998年以降、すべての参加者に配布するために開催国の後援で発行されたG8サミットの公式雑誌などがある。

## ギャラリー

### 主要G8参加者

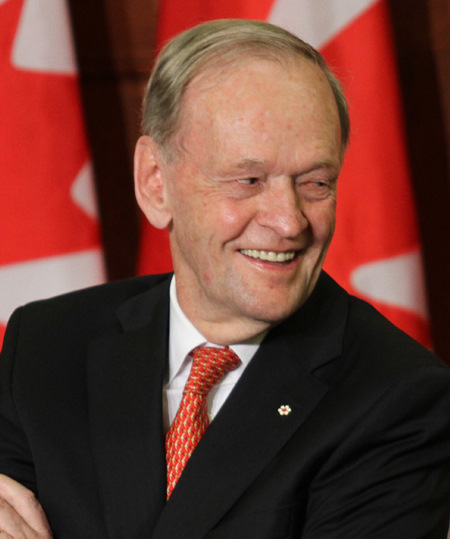
カナダ　ジャン・クレティエン首相
フランス　ジャック・シラク大統領
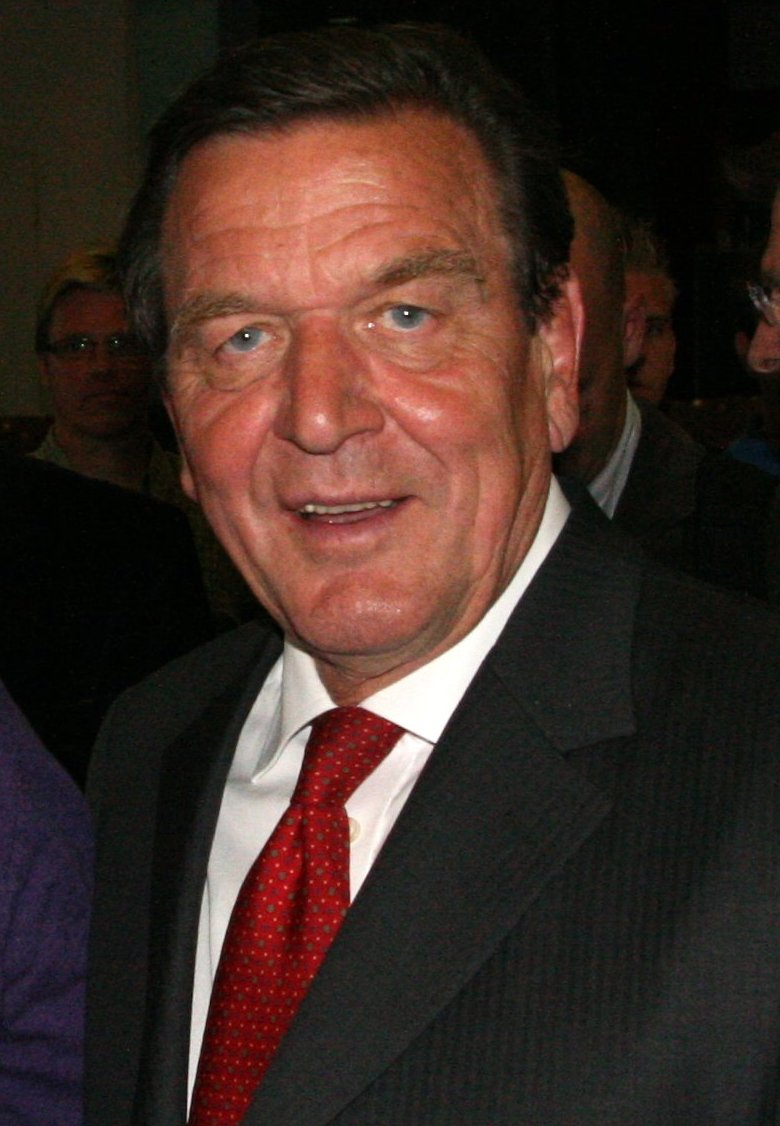
ドイツ　ゲアハルト・シュレーダー首相
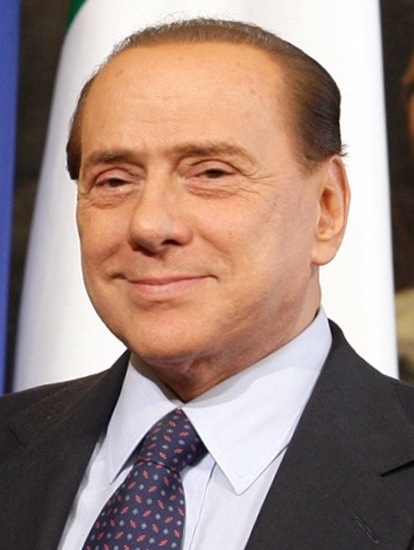
イタリア　シルヴィオ・ベルルスコーニ首相
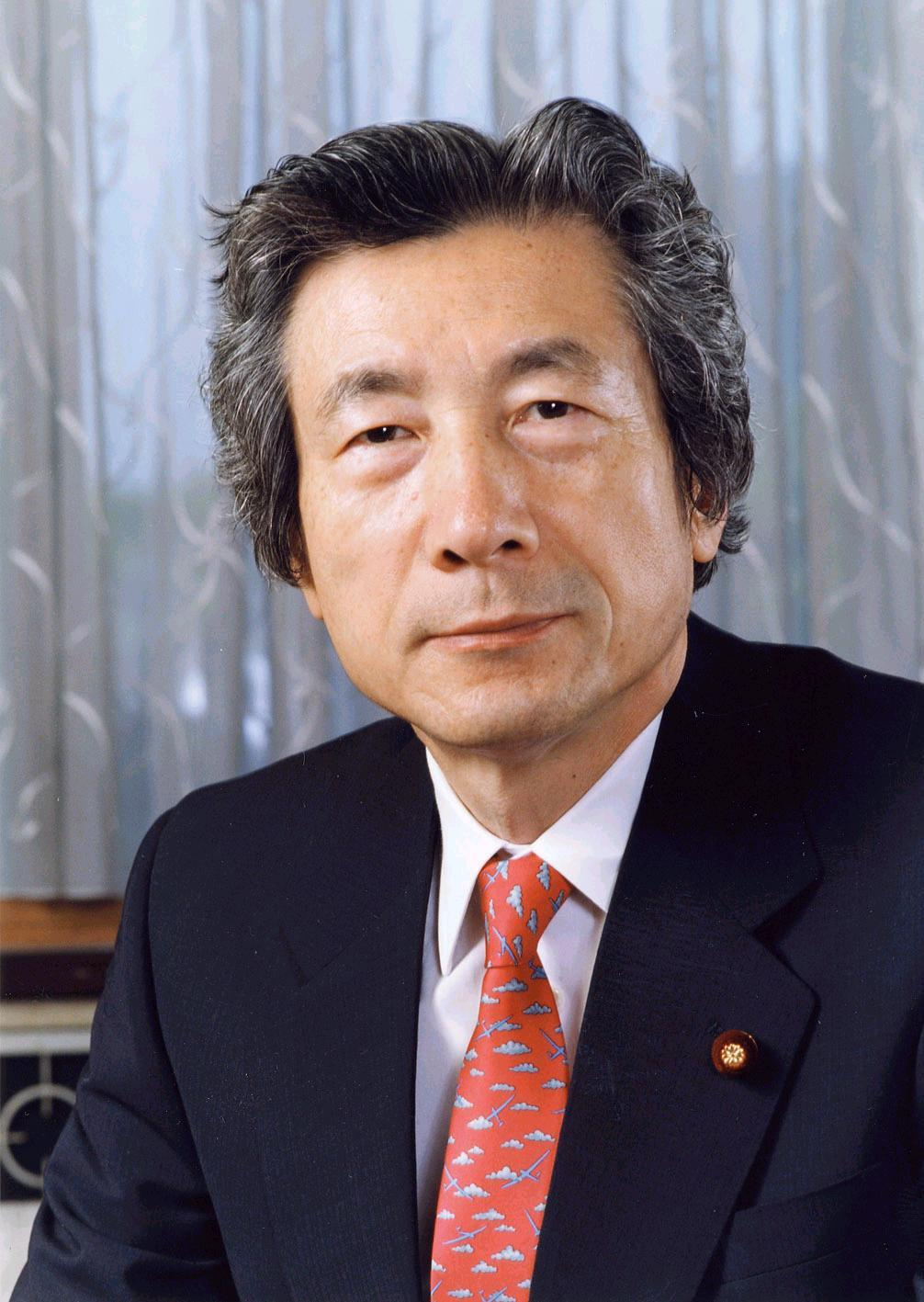
日本　小泉純一郎首相
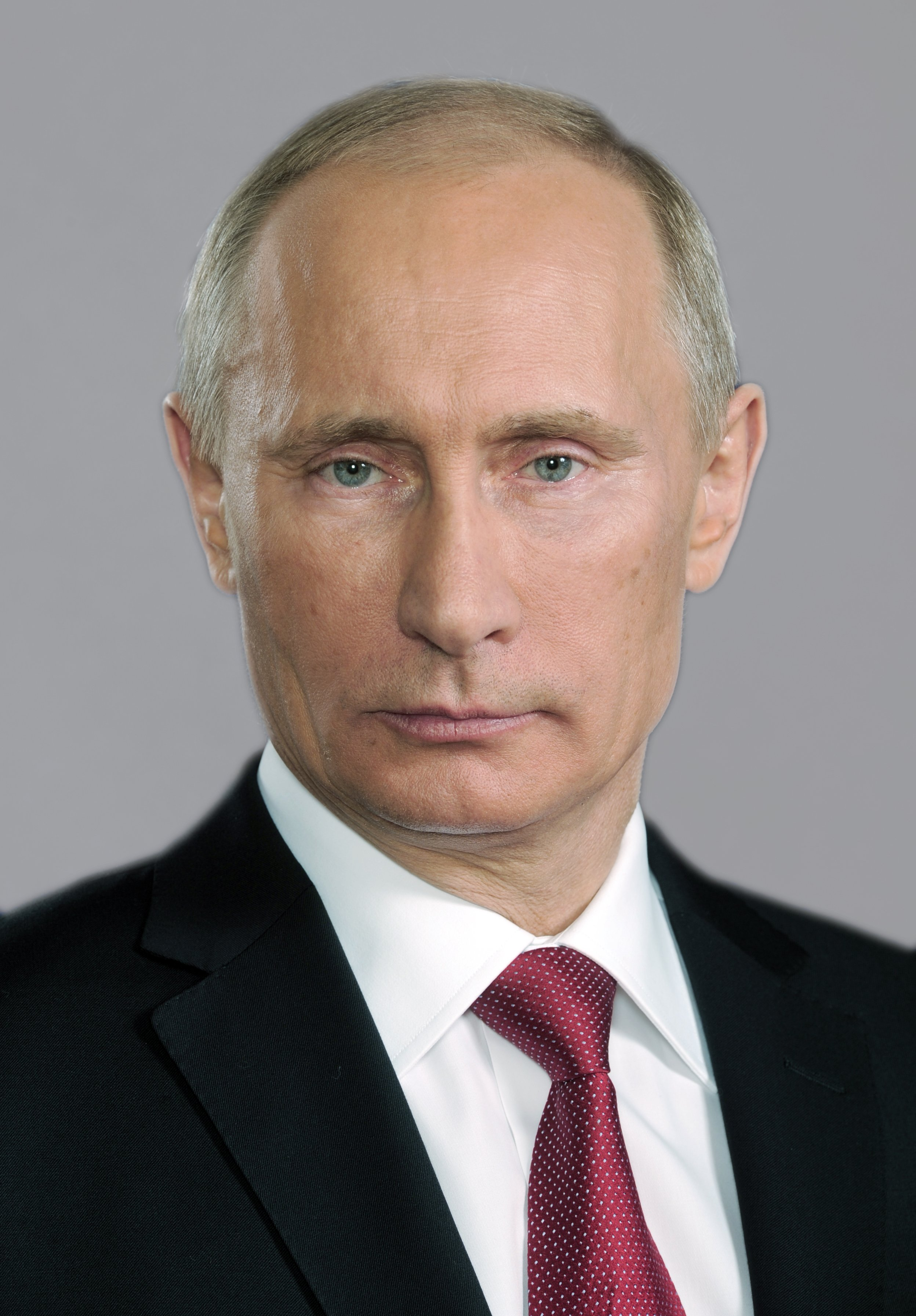
ロシア　ウラジーミル・プーチン大統領
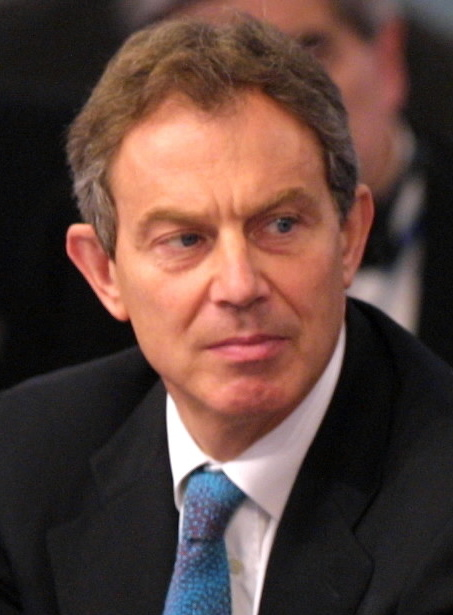
イギリス　トニー・ブレア首相
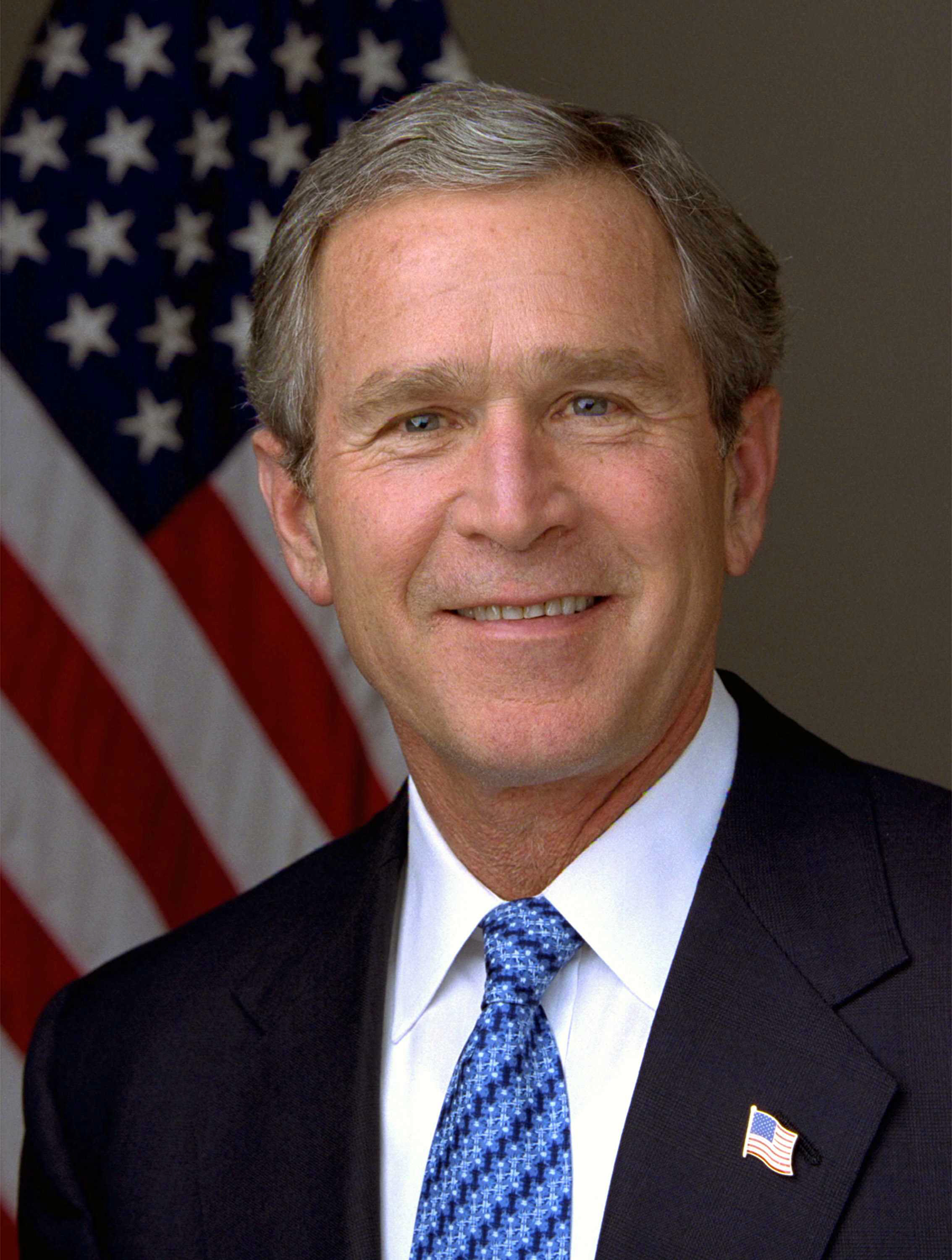
アメリカ　ジョージ・W・ブッシュ大統領
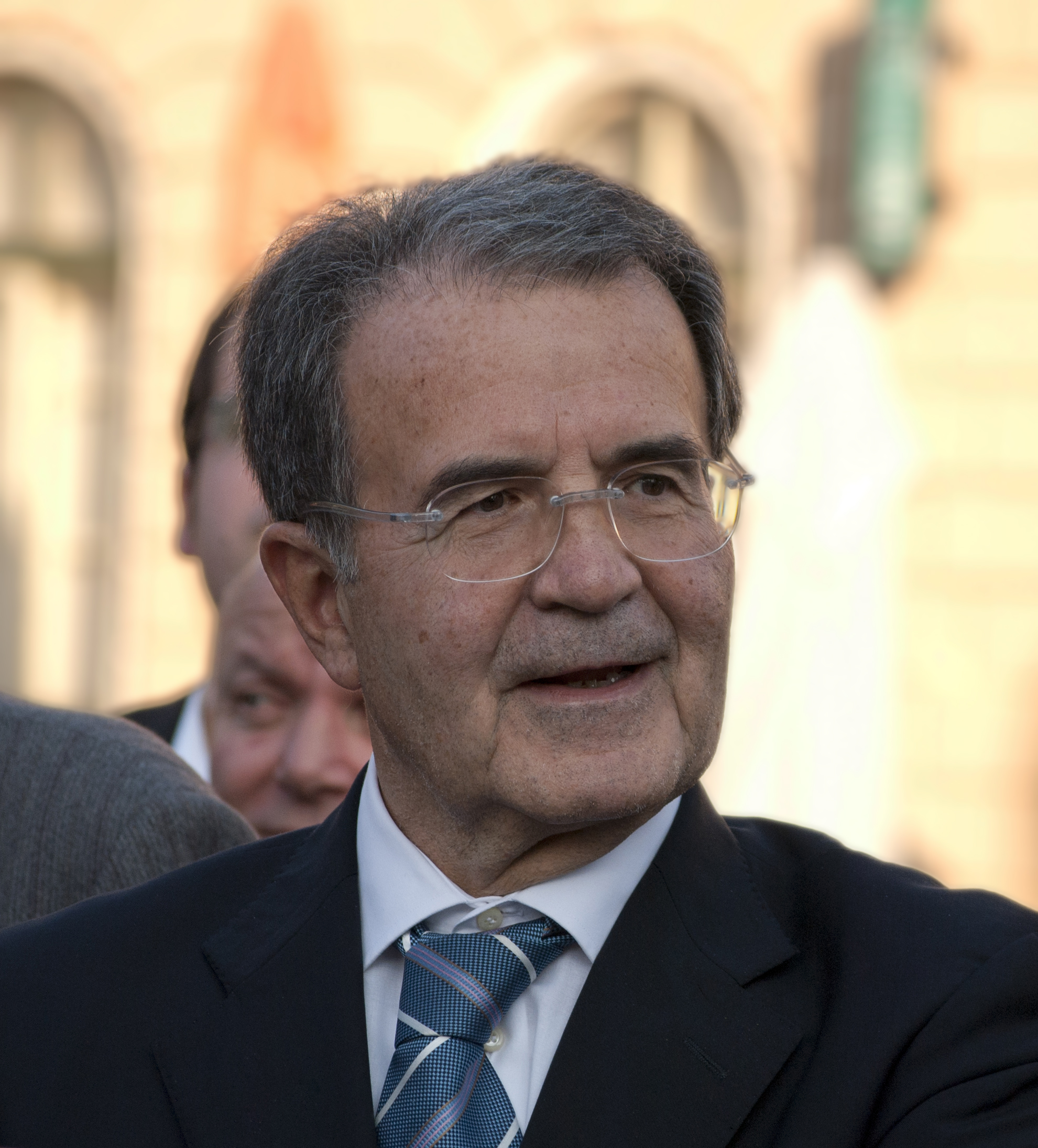
欧州連合（EU）　ロマーノ・プローディ委員長
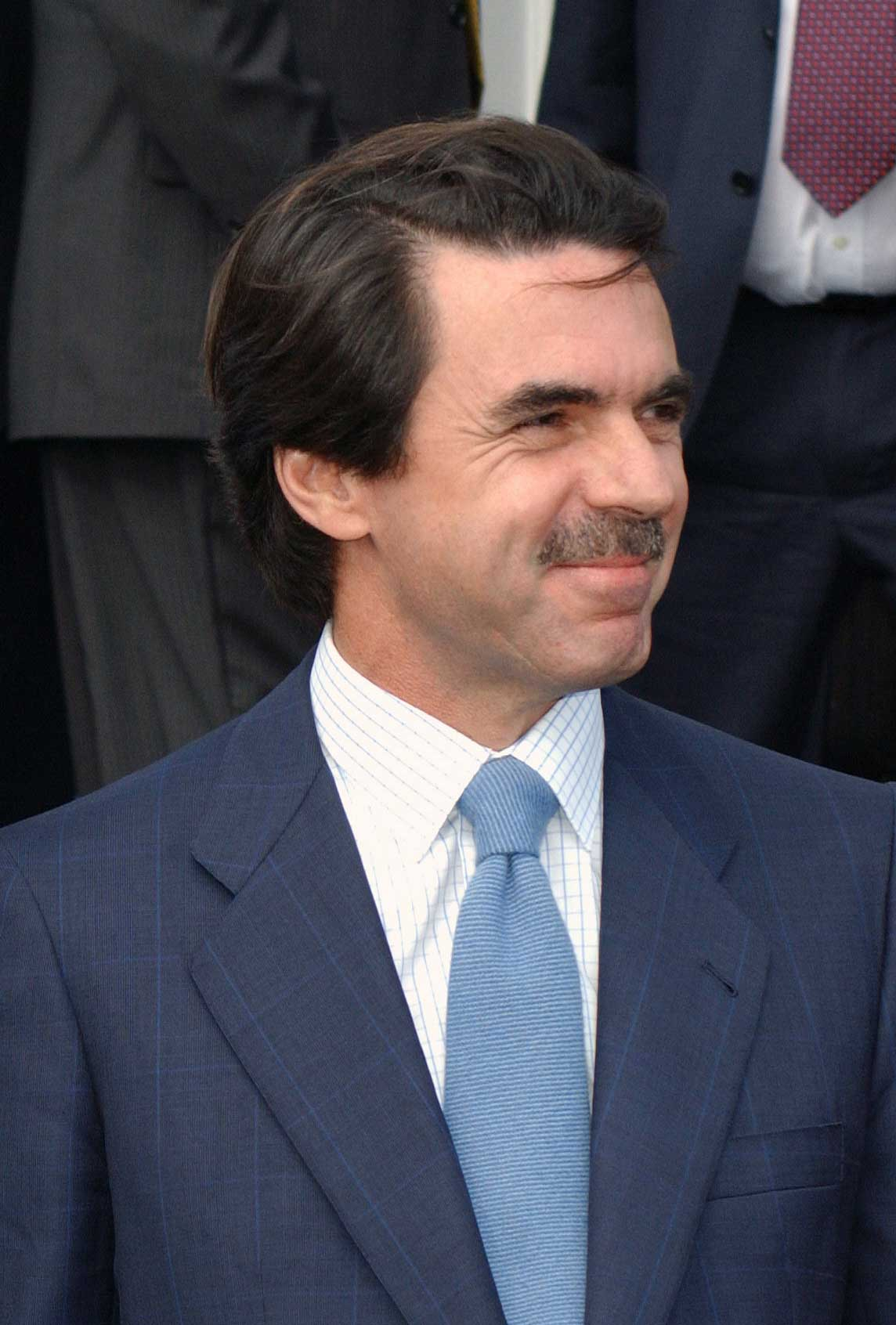
ホセ・マリア・アスナール、スペイン首相、理事会会長